# Étoutteville
Étoutteville är en kommun i departementet Seine-Maritime i regionen Normandie i norra Frankrike. Kommunen ligger i kantonen Yerville som tillhör arrondissementet Rouen. År 2022 hade Étoutteville 837 invånare.

## Befolkningsutveckling
Antalet invånare i kommunen Étoutteville
| Referens: INSEE |